# Козак-Кочердицька сільська рада
Коза́к-Кочерди́цька сільська рада (рос. Казак-Кочердыкский сельский совет) — сільське поселення у складі Цілинного району Курганської області Росії.
Адміністративний центр — село Козак-Кочердик.
Населення сільського поселення становить 647 осіб (2017; 750 у 2010, 1016 у 2002).

## Склад
До складу сільського поселення входять:
| Населений пункт      | Населення, осіб (2002) | Населення, осіб (2010) |
| -------------------- | ---------------------- | ---------------------- |
| Козак-Кочердик, село | 756                    | 646                    |
| Приозерна, присілок  | 260                    | 104                    |